# Challenger DCNS de Cherbourg 2002
Il Challenger DCNS de Cherbourg 2002 è stato un torneo di tennis facente parte della categoria ATP Challenger Series nell'ambito dell'ATP Challenger Series 2002. Il torneo si è giocato a Cherbourg in Francia dal 25 febbraio al 3 marzo 2002 su campi in cemento indoor.

## Vincitori

### Singolare
Lionel Roux ha battuto in finale  Jean-René Lisnard con il punteggio di 6–4, 5–7, 6–3

### Doppio
Noam Behr /  Jonathan Erlich hanno battuto in finale  Julien Benneteau /  Lionel Roux per walkover